# Platyfrons helavai
Platyfrons helavai är en stekelart som beskrevs av Yoshimoto 1990. Platyfrons helavai ingår i släktet Platyfrons och familjen dvärgsteklar.
Artens utbredningsområde är:
- Colombia.
- Ecuador.

Inga underarter finns listade i Catalogue of Life.